# Nierentumor
Ein Nierentumor ist eine gutartige oder bösartige Geschwulst der Niere oder des Nierenbeckens.

## Gutartige Nierentumoren
Benigne (gutartige) Tumoren sind selten, oft symptomlos und Zufallsbefunde einer medizinischen Bildgebung.
Infrage kommen u. a.:
- onkozytäres Adenom oder Onkozytom (häufigster benigner Nierentumor)
- papilläres Adenom
- metanephritisches Adenom
- Angiomyolipom
- Fibrom
- Hamartom
- multilokuläres zystisches Nephrom
- Lipom
- Hämangiom

## Bösartige Nierentumoren
Maligne (bösartige) Tumoren sind weitaus häufiger (etwa 80–85 %).
Die wichtigsten und häufigsten Formen sind:
- Nierenzellkarzinom, häufigster bösartiger Nierentumor des Erwachsenenalters
- Wilms-Tumor, häufigster bösartiger Nierentumor des Kindesalters
- Nierensarkom, seltener, sehr aggressiver Nierentumor (< 1 % aller Nierentumoren), der vom Mesenchym der Niere abstammt. Sarkomatoide Nierentumoren dagegen entstehen durch epithelio-mesenchymale Transition (EMT) aus epithelialen Nierenzellen.[2]
- Metastasen extrarenaler Tumoren, meist Bronchialkarzinom und Kolonkarzinom

Einzelheiten zur Klassifikation finden sich – soweit nicht in den genannten Wiki-Artikeln zu finden – in der WHO-Klassifikation der Tumoren des Harn- und männlichen Genitaltraktes von 2016.

## Klinische Erscheinungen
Nierentumoren können als Zufallsbefunde, aufgrund einer Hämaturie (Blut im Urin), bei einer tastbaren Raumforderung im Bauchraum, aufgrund von Bauchschmerzen oder aufgrund anderer Symptome wie ein paraneoplastisches Syndrom entdeckt werden.